# Parc national de Seitseminen
Le parc national de Seitseminen (en finnois : Seitsemisen kansallispuisto) est un parc national finlandais situé à Ylöjärvi et Ikaalinen dans la région du Pirkanmaa. Créé en 1982, il a été agrandi plus tard en 1989. Il couvre maintenant 45,5 kilomètres carrés. 

## Description
Le parc est un mélange typique de forêts boréales de conifères de hautes terres et de plaines de la région du bassin versant de Suomenselkä. Les zones de montagne sont dominées par des peuplements productifs fermés d’épinette de Norvège et de pin sylvestre, tandis que les zones de plaine sont couvertes de marécages de sphaignes et de tourbières. Ces zones marécageuses et tourbières semblent stériles en raison de la densité clairsemée des arbres. Certaines parties du parc contiennent des forêts parmi les plus anciennes et les plus anciennes accessibles au public en Finlande.
La ferme Kovero (finnois: Koveron kruununmetsätorppa), une ferme locataire établie en 1859, fait partie de la zone du patrimoine culturel du parc.

## Faune
Le parc est recouvert majoritairement de tourbières et habité par le tétras lyre, la grue cendrée, le cygne chanteur et le chevalier sylvain. 
Les espèces qui nidifient dans les forêts sont par exemple la chevêchette d'Europe, la chouette de l'Oural, le pic tridactyle le gobemouche nain et le polatouche de Sibérie. La martre des pins est l'espèce la plus commune du parc.

## Accès
Le parc est situé en bordure de la route régionale 332.